# Sălașu de Sus, Hunedoara
Sălașu de Sus este satul de reședință al comunei cu același nume din județul Hunedoara, Transilvania, România.

## Obiective turistice
- Ruinele unei curți fortificate, resedință a cnezilor români din localitate. Zidită din piatră pe un plan dreptunghiular (cca 95 x 55 m) și întărită cu turnuri pătrate de colț, incinta adăpostea casa cneazului și biserică-paraclis.
- Biserica Ortodoxă "Sf.Atanasie si Chiril" (sec.XV-XVI), de tip navă, cu un turn-clopotniță pe latura de vest. Biserica a fost transformată în sec.XIX.
- Rezervația naturală Vârful Poieni

## Monumente istorice
- Biserica de zid Sfinții Atanasie și Chiril
- Biserica Nemeșilor
- Curtea cnezilor Cândreș

## Imagini

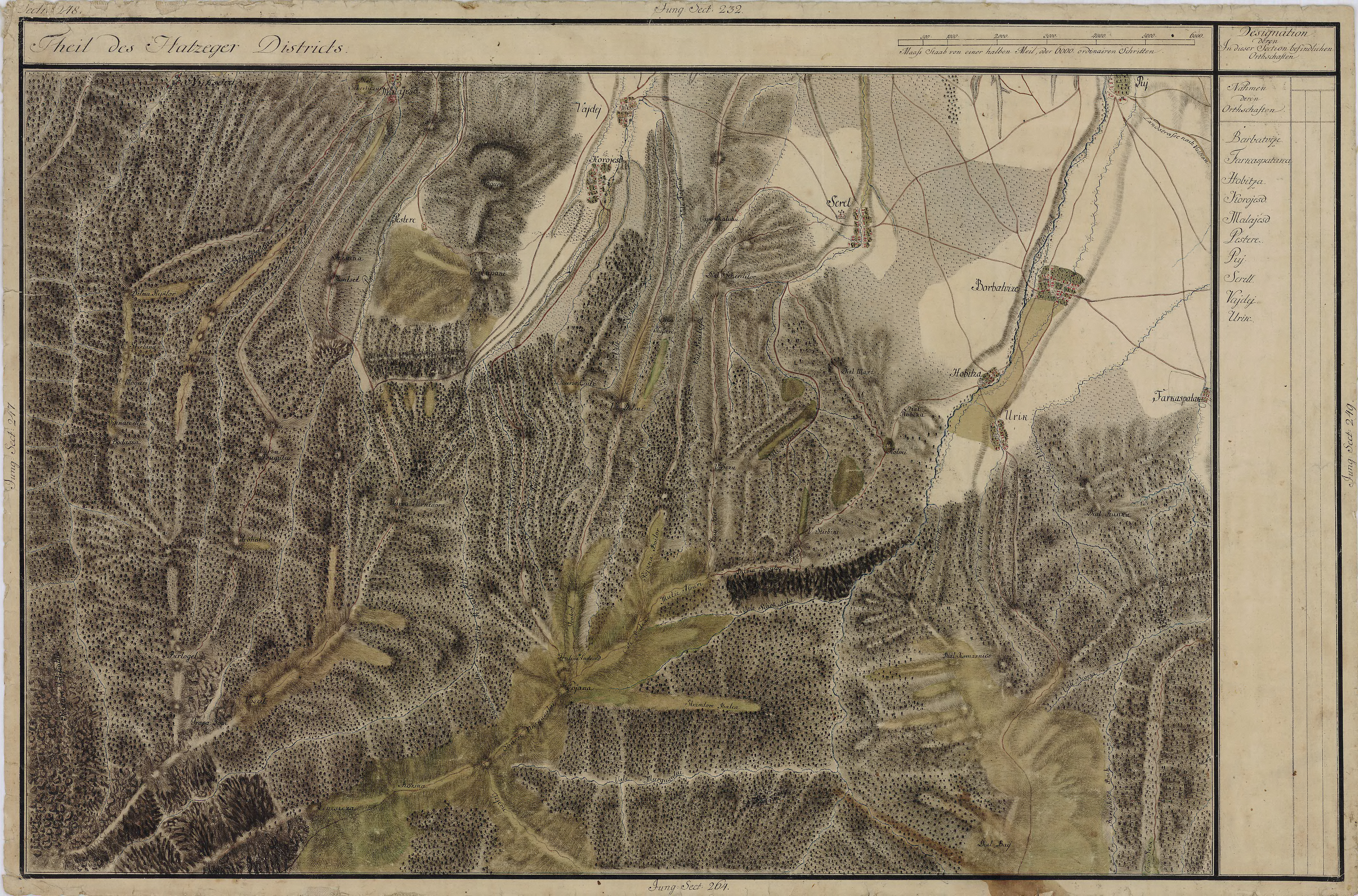
Sălașu de Sus în Harta Iosefină a Transilvaniei, 1769-1773
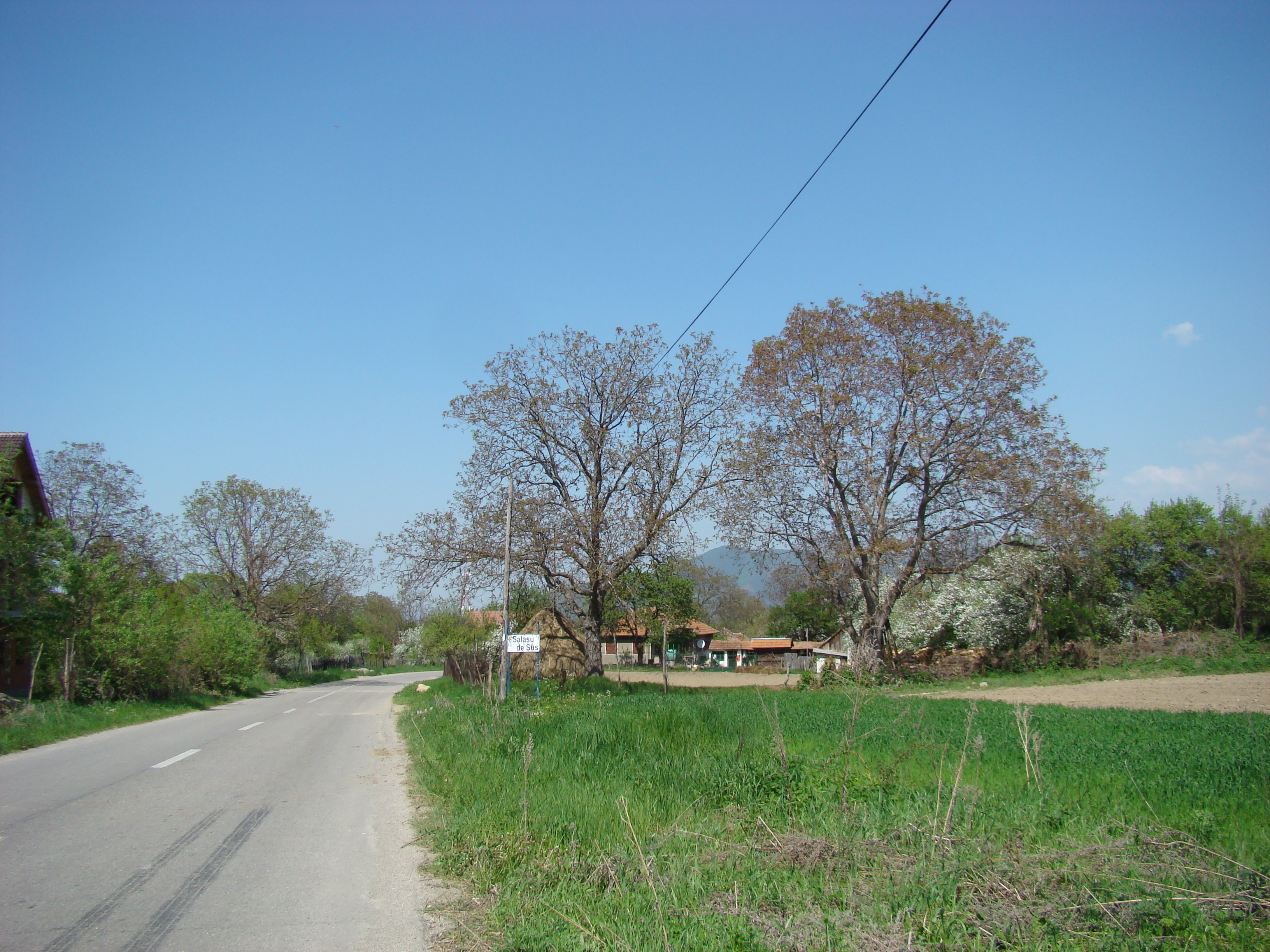
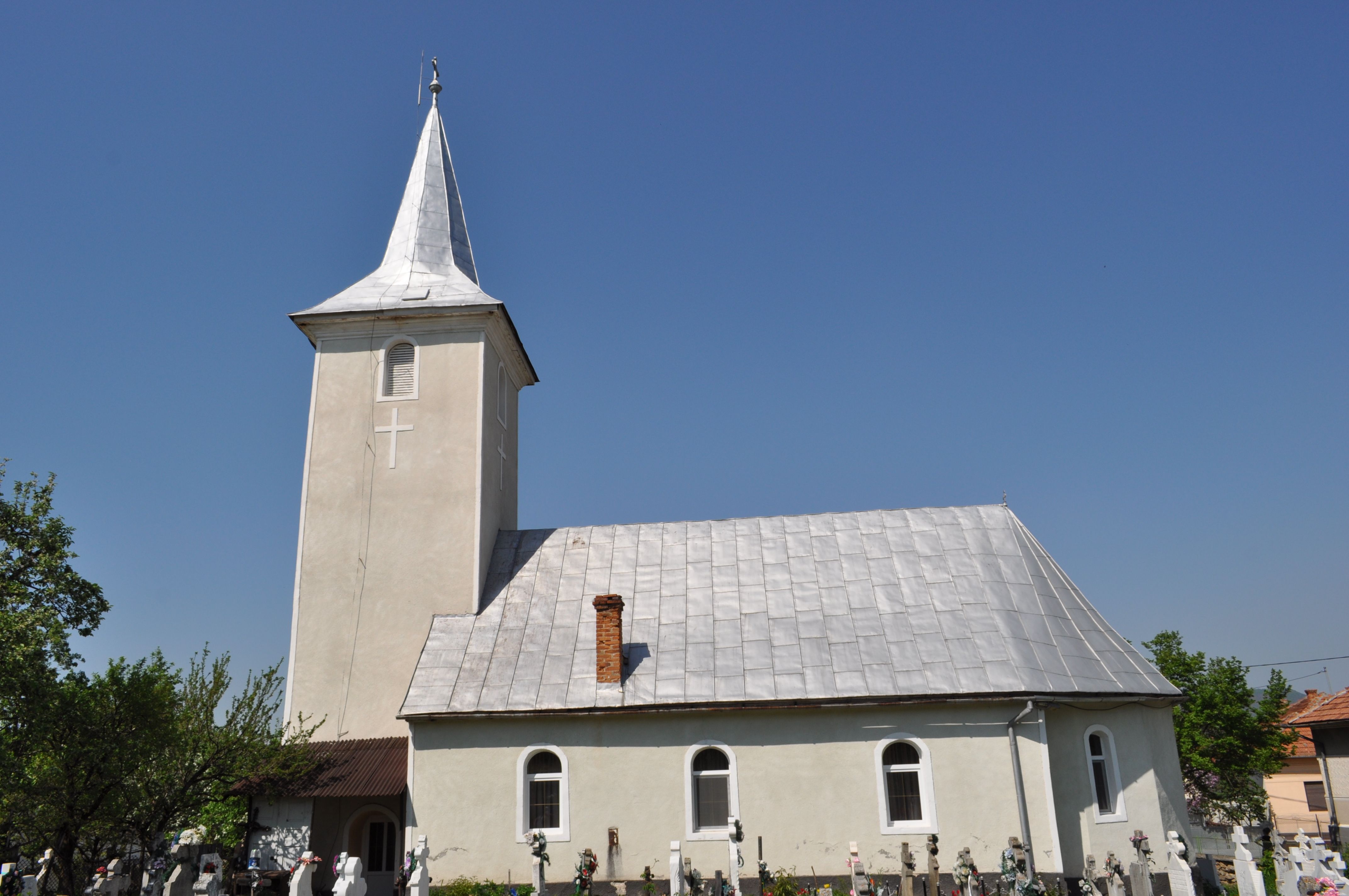
Biserica de zid Sfinții Atanasie și Chiril
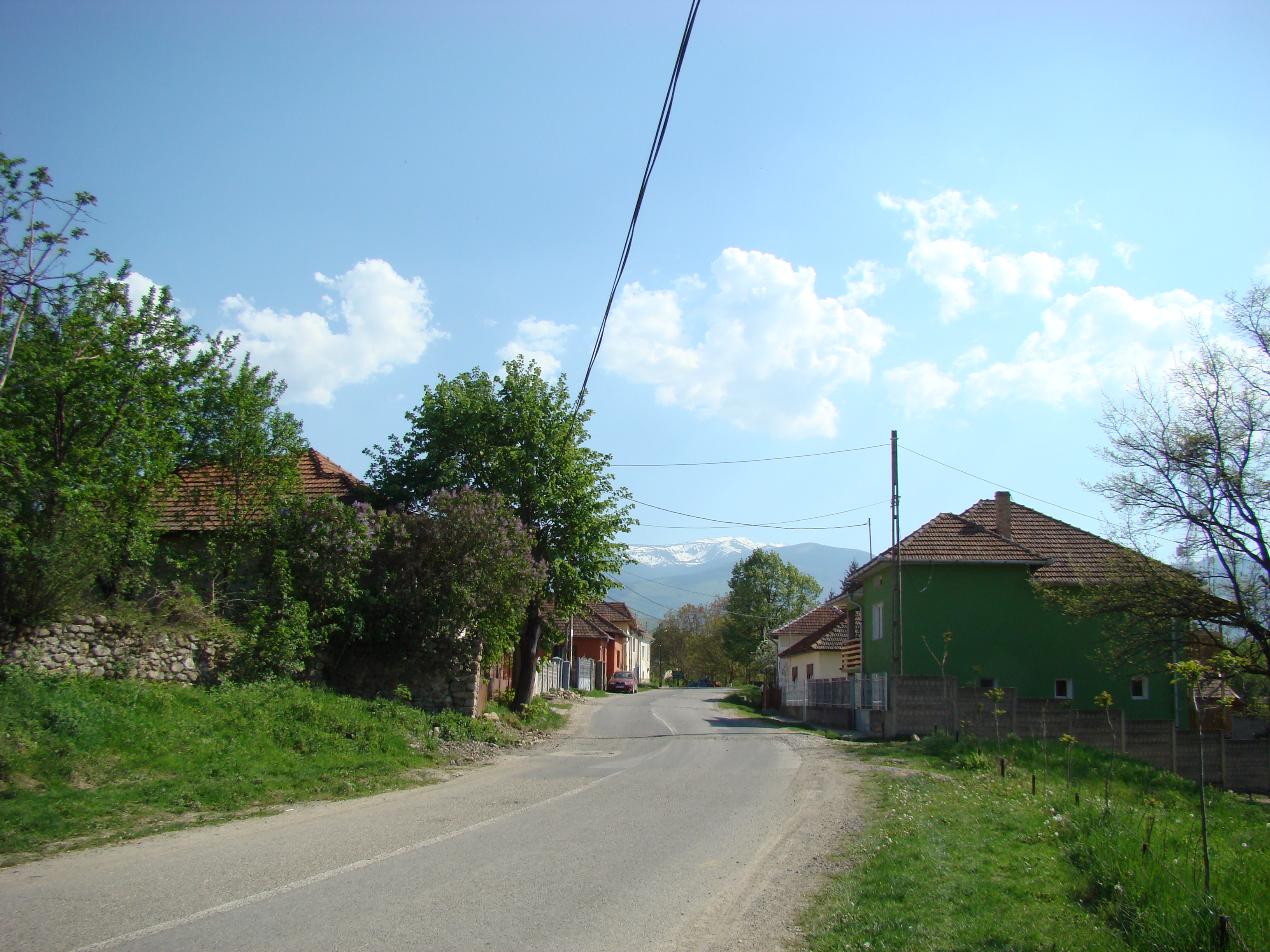
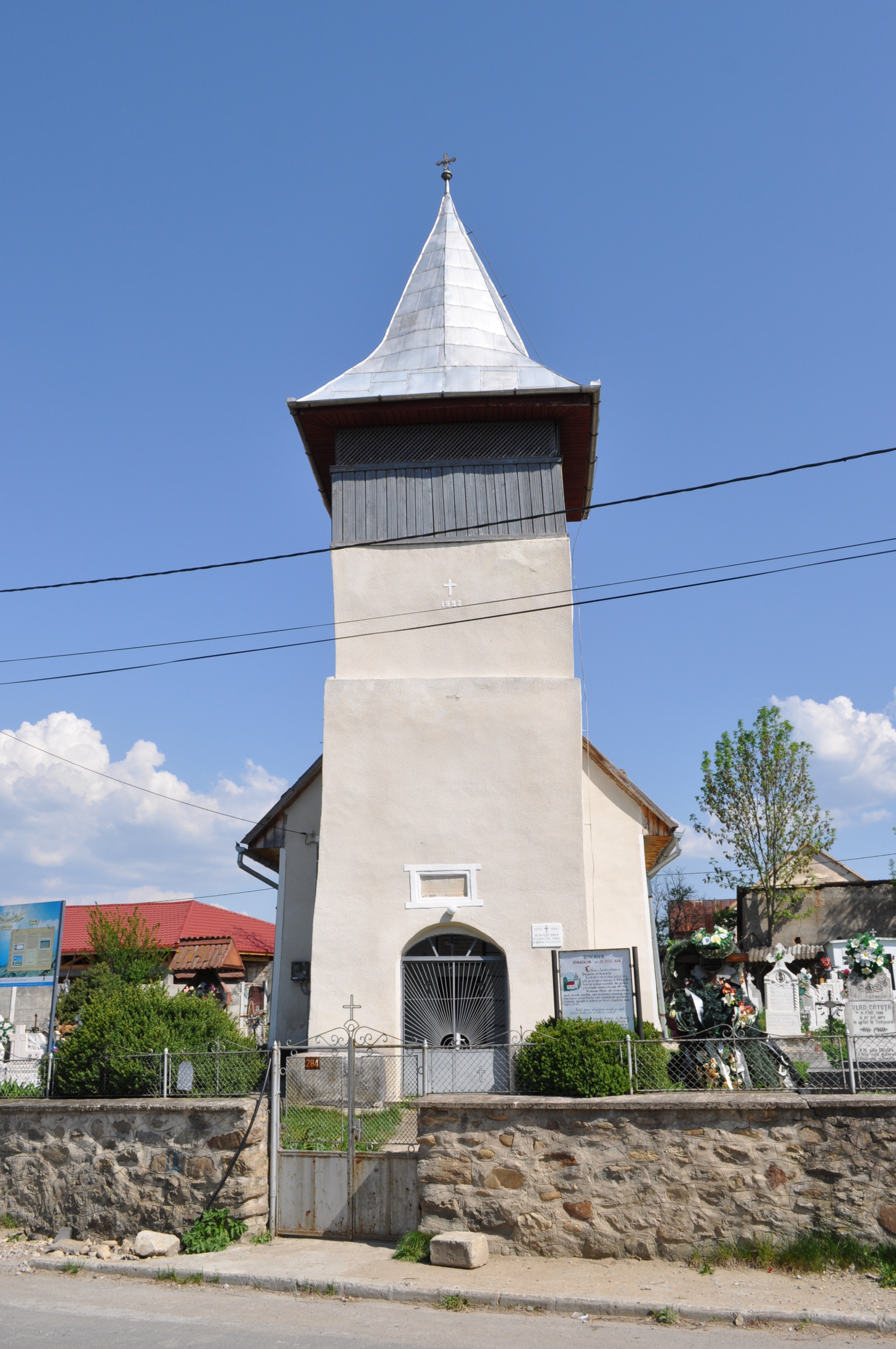
Biserica Nemeșilor